# IC 3114
IC 3114 је појединачна звијезда у сазвјежђу Дјевица која се налази на листи објеката дубоког неба у Индекс каталогу.
Деклинација објекта је + 9° 8' 8" а ректасцензија 12h 17m 56,7s.